# Cardiospermum urvilleoides
Cardiospermum urvilleoides là một loài thực vật có hoa trong họ Bồ hòn. Loài này được (Radlk.) Ferrucci mô tả khoa học đầu tiên năm 1993.